# Destresa

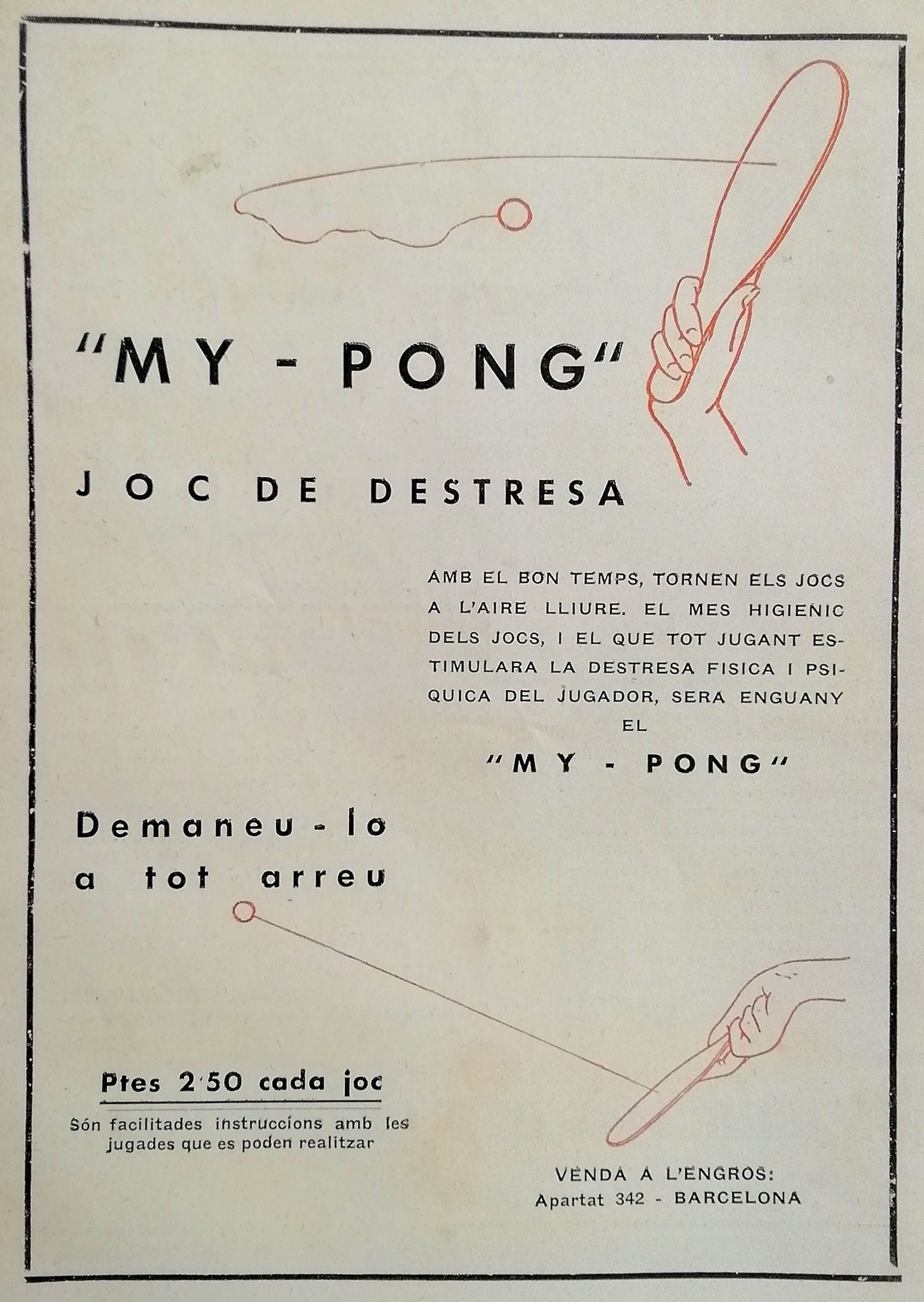
Joc de destresa anunciat l'any 1934, per al lleure i desenvolupar la gimnàstica i destresa física

La destresa és l'habilitat que es posseeix per actuar amb eficàcia i rapidesa davant d'un efecte o situació. També pot significar la característica d'alguna cosa o d'algú que és hàbil en algun art o ofici (per exemple la pintura o l'electrònica).
La paraula  destresa  es construeix per substantivació de l'adjectiu «destre». Una persona destra en l'origen de la paraula és una persona el domini resideix en l'ús de la mà dreta.

## Destre i maldestre
Es diu «destre» a tota persona que manipula objectes amb gran habilitat i destresa i es diu «maldestre», al seu contrari, a tota persona que manipula objectes sense gens d'habilitat ni destresa.
En algunes zones del nord de Catalunya, per influència del francès, s'utilitza els mots "dret" o "adret" i, en contraposició, "maladret".
Moltes vegades s'associa la destresa amb tot allò que es porta o es posseeix de forma innata (de naixement) encara que la paraula més escaient seria aptitud

## Etimologia
La paraula  dreta  prové del llatí  Dextra , que significa dreta.
Antigament es creia que el costat dret tenia relació amb Déu, i l'esquerre amb el Diable.